# Marques commerciales de British Rail

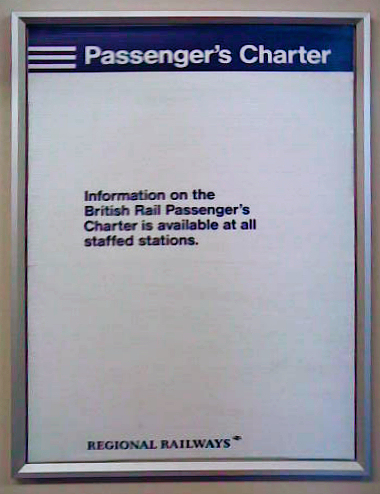
Panneau d'information sur une ligne de Régional Railways

Marques commerciales de British Rail est une liste des nombreuses marques déposées créées par British Rail pour ses services, marques conçues pour capter l'œil et l'imagination de ses clients voyageurs actuels et potentiels. Elles servaient aussi bien à désigner les services que du matériel (exemple, la rame automotrice). Les entreprises privées qui lui ont succédé ont continué à cultiver cette tradition, reprenant parfois les marques originales de British Rail, introduisant dans d'autres cas leurs propres marques (par exemple les trains Meridian de Midland Mainline, ou les services Voyager de Virgin), etc.).

## Services
En 1965, les chemins de fer publics britanniques ont fortement modifié leur image de marque en introduisant de façon généralisée la marque « British Rail », le logo en forme de double flèche et la livrée bleue pour le matériel. L’année suivante, British Rail lança les premières de ses marques commerciales, « Inter-City » (le trait d'union fut abandonné par la suite pour donner « InterCity ») et « Railfreight ».
Depuis les années 1980 et 1990, British Rail a exploité des services sous plusieurs marques commerciales :

### Services voyageurs
- InterCity  -  Services de trains rapides entre les villes principales.
- Network South East (à l'origine London & South East)  -  Service voyageurs de banlieue et grande banlieue autour de Londres, dans une région grossièrement délimitée par King's Lynn, Peterborough, Worcester, Bedwyn, Exeter et Weymouth.
- Regional Railways (en) (Provincial à l'origine)  -  Tous les autres services voyageurs en Angleterre et au Pays de Galles, souvent complété par le nom de la région desservie (par exemple Regional Railways North West).
- ScotRail  -  Services voyageurs internes à l'Écosse (officiellement partie des Regional Railways, mais avec une identité très marquée)
- Eurostar  -  Trains internationaux à grande vitesse sur les relations Londres-Paris/Bruxelles
- Alpharail (en) - Services express régionaux sur des lignes secondaires, exploités par  Regional Railways à l'aide de rames Class 158.
- Motorail - Service de transport de voitures à longue distance (partie intégrante du service InterCity).
- RydeRail (en)  -  Services voyageurs de la ligne de l'île de Wight (Ryde - Shanklin).

### Autres services
- Rail Express Systems  -  Poste et petits colis
- Trainload Freight  -  Services de transport de fret en trains entiers, subdivisés en catégories (charbon, matériaux de construction, produits métallurgiques et produits pétroliers).
- Freightliner  -  Transport de conteneurs.
- Speedlink  -  Transport de fret par wagons complets.

## Matériel
Au fil des années, plusieurs familles de matériel ont reçu des noms de marque officiels à des fins publicitaires. Ces marques sont énumérées ci-dessous.
| Marque                                    | Marque                                    | Classes de matériel                       |
| ----------------------------------------- | ----------------------------------------- | ----------------------------------------- |
| Rames diesel                              |                                           |                                           |
| Blue Pullman                              | Blue Pullman                              | 251                                       |
| Coradia 1000                              | Adelante                                  | 180                                       |
| Coradia 1000                              | Coradia                                   | 175                                       |
| Desiro                                    | Desiro                                    | 185                                       |
| Heritage                                  | Heritage                                  | 100 à 131                                 |
| Intercity 125                             | Intercity 125                             | 253, 254                                  |
| Pacer (ou Skipper dans la Western Region) | Pacer (ou Skipper dans la Western Region) | 140, 141, 142, 143, 144                   |
| Famille Sprinter                          | Sprinter                                  | 150                                       |
| Famille Sprinter                          | Super-Sprinter                            | 153, 155, 156                             |
| Famille Sprinter                          | Express-Sprinter                          | 158,                                      |
| Famille Sprinter                          | South Western Turbo                       | 159 (Réseau South East)                   |
| Famille Turbo                             | Network Turbo                             | 165                                       |
| Famille Turbo                             | Réseau Express Turbo                      | 166                                       |
| Famille Turbo                             | Clubman                                   | 168                                       |
| Famille Turbo                             | Turbostar                                 | 170, 171                                  |
| Famille Voyager                           | Voyager                                   | 220                                       |
| Famille Voyager                           | Super-Voyager                             | 221                                       |
| Famille Voyager                           | Meridian                                  | 222 (Midland Mainline)                    |
| Famille Voyager                           | Pioneer                                   | 222 (Hull Trains)                         |
| Rames électriques                         |                                           |                                           |
| Advanced passenger train                  | Advanced passenger train                  | 370                                       |
| Blue Train                                | Blue Train                                | 303, 311                                  |
| Clacton Express                           | Clacton Express                           | 309                                       |
| Desiro                                    | Desiro                                    | 350, 360, 444, 450                        |
| Electrostar                               | Electrostar                               | 357, 375, 376, 377                        |
| Eurostar                                  | Eurostar                                  | 373                                       |
| Heathrow Express                          | Heathrow Express                          | 332                                       |
| InterCity 225                             | InterCity 225                             | 91 et Mark 4 matériel remorqué (voitures) |
| Juniper                                   | Juniper                                   | 334, 458, 460                             |
| Nelsons (non officiel)                    | Nelsons (non officiel)                    | 404 (4-Cor, 4-Res, 4-Buf, 4-Gri)          |
| Networker                                 | Networker                                 | 365, 465, 466                             |
| Networker Classic (prototype)             | Networker Classic (prototype)             | 424                                       |
| Pendolino                                 | Pendolino                                 | 390                                       |
| Wessex Electric                           | Wessex Electric                           | 442                                       |